# Олег Курський
Олег Курський (? — після 1228 р.) — князь курський до 1206 і після 1228 з династії Рюриковичів, гілки Ольговичів. Брав участь у битві на Калці, в якій проявив себе в обороні під час натиску монгольських військ. У 1226 році добивався перегляду рішень чернігівського з'їзду 1206 року, але зазнав поразки.

## Шлюб і діти
Про дружину Олега нічого не відомо. За Л. Войтовичем у Олега були 2 сини й донька:
- Юрій, князь Курський
- Дмитро, князь Курський
- Ольга; чоловік: Всеволод Костянтинович (†1238), князь Ярославський[2].